# Operaismo
L'operaismo, o sinistra operaista, è una corrente di pensiero e di ricerca marxista antiautoritaria, sviluppatasi in Italia agli inizi degli anni sessanta.
La corrente partiva dalla considerazione che la classe operaia fosse il motore dello sviluppo economico: che fossero le lotte operaie a determinare lo sviluppo capitalistico, e non viceversa. Di conseguenza, non poteva che essere la classe operaia l'agente principale di un processo rivoluzionario, che scavalcasse le istituzioni classiche (partiti, sindacati), visti come una "gabbia".
Gli operaisti teorizzavano che le masse operaie dovevano prendere coscienza della loro forza e rinunciare al lavoro, e di conseguenza perdere la loro identità. Un'autodistruzione necessaria per l'abbattimento del capitale.

## Storia

Manifestazione di un gruppo operaista recante uno striscione con uno slogan attribuito a Paolo Virno

Nel 1961 Mario Tronti, Toni Negri e Raniero Panzieri, teorici del pensiero operaista, fondarono, insieme ad altri intellettuali staccatisi dal Partito Comunista Italiano, troppo legato all'Unione sovietica, dal Partito Socialista Italiano e da altre tradizioni della sinistra, la rivista Quaderni Rossi, che sarà la culla del pensiero operaista.
Nel 1963 dal gruppo fondatore della rivista uscirono Mario Tronti, Alberto Asor Rosa, Rita Di Leo, Romano Alquati, Toni Negri, Massimo Cacciari e altri per fondare "Classe operaia".

### Sinistra extraparlamentare
Nel 1969 il pensiero operaista diede origine a due movimenti politici rivali tra loro: uno più "ortodosso", Potere Operaio (PO), e uno più movimentista, Lotta Continua (LC). Esisteva inoltre un terzo gruppo operaista, Avanguardia operaia (AO).
Dopo lo scioglimento di entrambi i principali movimenti, nel 1976, alcuni militanti di LC e PO entrarono a far parte della galassia di Autonomia Operaia, la cui ideologia prendeva spunto proprio dalla centralità operaia, autonoma appunto sia da partiti che da sindacati. Altri scelsero la strada della lotta armata e del terrorismo, fondando Prima Linea.

### Ritorno nel PCI di alcuni operaisti
Anche nel Partito Comunista Italiano di epoca berlingueriana esistettero gruppi operaisti: nella corrente ingraiana confluì Alberto Asor Rosa, mentre altri furono membri della corrente che faceva riferimento ad Armando Cossutta (futuro fondatore di Rifondazione, poi del Partito dei Comunisti Italiani), corrente che aveva però forti legami con la tradizione filo-sovietica.

### Da Democrazia Proletaria a Rifondazione Comunista
Nel 1975 Avanguardia Operaia e Lotta Continua entrarono a far parte della coalizione di Democrazia Proletaria, che nel 1978 diverrà partito, contribuendo alla fase costitutiva.
Dopo il crollo del Muro di Berlino nel 1989, DP entrò in crisi, come del resto il PCI. Mentre quest'ultimo, però, decise di abbandonare l'ideologia comunista per avvicinarsi a quella socialdemocratica e riformista, Democrazia Proletaria scelse di diventare un punto di riferimento per coloro che rimanevano legati all'ideale precedente. Cominciò così un confronto politico con i settori del PCI contrari alla cosiddetta svolta della Bolognina, organizzatisi nel Movimento per la Rifondazione Comunista (MRC), che portò a una graduale convergenza d'intenti.
Il 9 giugno 1991 si tenne a Riccione l'VIII e ultimo congresso di Democrazia Proletaria, in cui fu deliberato lo scioglimento del partito e l'immediata confluenza nel MRC, per impedire che questo si attestasse su una linea di continuità storica col PCI. L'unione diede vita al Partito della Rifondazione Comunista (PRC).

### Fuori dall'Italia
L'operaismo ebbe un suo pendant in Francia, con il gruppo Socialisme ou Barbarie, e negli Stati Uniti d'America con la corrente di pensiero Johnson-Forest.

### Oggi
Dagli anni '90 il pensiero operaista e post-operaista è portato avanti, oltre che da personalità come lo stesso Toni Negri, da alcuni gruppi e correnti della cosiddetta sinistra extraparlamentare, come le Tute Bianche, i Disobbedienti e l'Autonomia Contropotere. 

## Definizione
Michael Hardt e Toni Negri, intellettuali operaisti, offrono una definizione del pensiero operaista citando Marx.
L'operaismo parte dal pensiero di Marx, il quale affermava che il capitale reagiva per distruggere le rivolte della classe lavoratrice. Il capitalismo è reattivo, la classe operaia è attiva.
- Sviluppo tecnologico: alle lotte operaie, segue lo sviluppo tecnologico. «Sarebbe possibile scrivere un'intera storia delle innovazioni tecnologiche inventate dal 1830 con lo scopo unico di dotare il capitale di armi contro la ribellione della classe operaia» (Il Capitale, vol. 1, capitolo 15. sezione 2).
- Distruzione politica: la legislazione britannica sulle fabbriche è una risposta repressiva alle lotte della classe operaia per la giornata lavorativa. «Questa formulazione, proclamazione ufficiale e riconoscimento da parte dello Stato fu un risultato della grande lotta della classe operaia» (Il Capitale, vol. 1, capitolo 10, sezione 6).